# 섹스 이즈 코메디
《섹스 이즈 코메디》(Sex Is Comedy)는 프랑스, 포르투갈에서 제작된 카트린 브레야 감독의 2002년 코미디, 드라마, 멜로/로맨스 영화이다. 안느 파릴로드 등이 주연으로 출연하였고 장프랑소와 레페티 등이 제작에 참여하였다.

## 출연

### 주연
- 안느 파릴로드
- 그레고리 콜린

### 조연
- 록산느 메스퀴다
- 애쉬리 워닝거

## 기타
- 협력프로듀서: 안토니우 다 쿠냐 텔레르스
- 미술: 프레데릭 벨보
- 배역: 마이클 웨일